# Campeonato Europeo de Patinaje Artístico sobre Hielo de 2005
El XCVI Campeonato Europeo de Patinaje Artístico sobre Hielo se realizó en Turín (Italia) del 25 al 30 de enero de 2005. Fue organizado por la Unión Internacional de Patinaje sobre Hielo (ISU) y la Federación Italiana de Deportes de Hielo.
Las competiciones se efectuaron en el pabellón Torino Palavela. Participaron en total 140 patinadores de 35 países europeos.

## Resultados

### Masculino
| Puesto | Nombre                | País     | Puntos |
| ------ | --------------------- | -------- | ------ |
| Oro    | Yevgueni Pliúshchenko | Rusia    | 227,14 |
| Plata  | Brian Joubert         | Francia  | 224,43 |
| Bronce | Stefan Lindemann      | Alemania | 200,54 |

### Femenino
| Puesto | Nombre          | País      | Puntos |
| ------ | --------------- | --------- | ------ |
| Oro    | Irina Slútskaya | Rusia     | 168,71 |
| Plata  | Susanna Pöykiö  | Finlandia | 158,93 |
| Bronce | Elena Liashenko | Ucrania   | 158,02 |

### Parejas
| Puesto | Nombre                              | País  | Puntos |
| ------ | ----------------------------------- | ----- | ------ |
| Oro    | Tatiana Totmianina / Maksim Marinin | Rusia | 196,28 |
| Plata  | Yúliya Obertás / Serguéi Slavnov    | Rusia | 177,10 |
| Bronce | Mariya Petrova / Alekséi Tíjonov    | Rusia | 175,89 |

### Danza en hielo
| Puesto | Nombre                                   | País    | Puntos |
| ------ | ---------------------------------------- | ------- | ------ |
| Oro    | Tatiana Navka / Román Kostomárov         | Rusia   |        |
| Plata  | Elena Grushina / Ruslan Goncharov        | Ucrania |        |
| Bronce | Isabelle Delobel / Olivier Schoenefelder | Francia | 202,10 |

## Medallero
| Núm. | País      | Oro | Plata | Bronce | Total |
| ---- | --------- | --- | ----- | ------ | ----- |
| 1    | Rusia     | 4   | 1     | 1      | 6     |
| 2    | Francia   | 0   | 1     | 1      | 2     |
| 2    | Ucrania   | 0   | 1     | 1      | 2     |
| 4    | Finlandia | 0   | 1     | 0      | 1     |
| 5    | Alemania  | 0   | 0     | 1      | 1     |
|      | TOTAL     | 4   | 4     | 4      | 12    |